# Кирилловское (станция)
Кири́лловское (до 1948 — Перк-ярви, фин. Perkjärvi) — товарно-пассажирская станция на 88-м километре Выборгского направления Санкт-Петербургского отделения Октябрьской железной дороги. Расположена между платформами Заходское и Лейпясуо в крупном одноимённом посёлке. Имеет 6 путей, старый вокзал финской постройки с залом ожидания и билетными кассами, 2 высокие платформы и железнодорожный переезд.

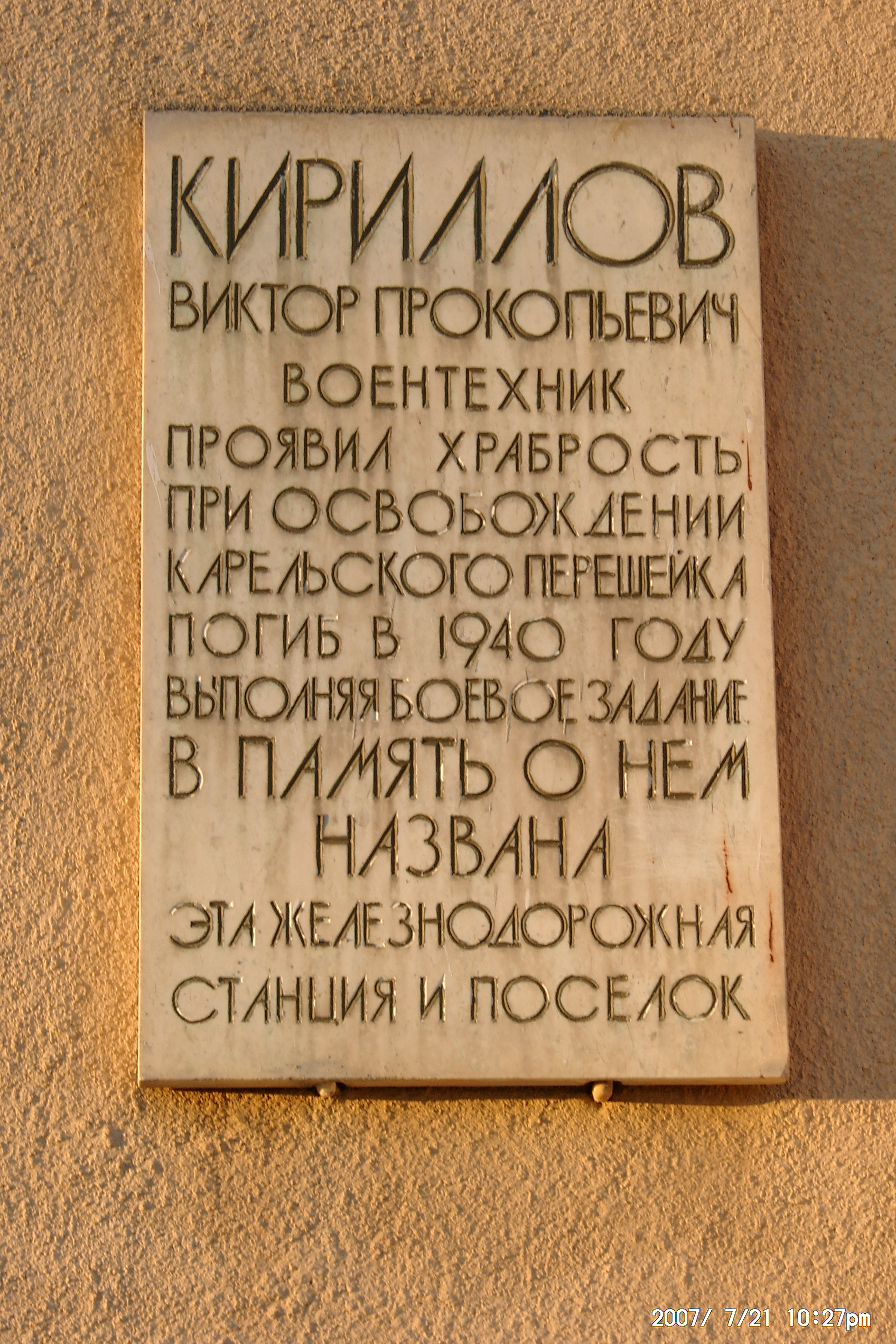
Мемориальная доска советскому воентехнику В. П. Кириллову на здании вокзала

Переименована в 1948 г. вместе с посёлком в честь воентехника В. П. Кириллова, погибшего во время Зимней войны.
Электрифицирована в 1968 году в составе участка Рощино — Кирилловское. В конце 1980-х боковую платформу направления «на Выборг» начали перестраивать в островную с прокладкой дополнительного пути, однако в связи с финансовыми трудностями реконструкция завершилась лишь в конце 1990-х; тогда же на платформах появились крытые скамейки и надземный пешеходный переход.
Реконструирована вместе с вокзалом в 2008—2009 годах во время массовой реконструкции платформ. На станции имеют остановку все пригородные электропоезда, кроме поездов повышенной комфортности. Для некоторых из них она является конечной. Рядом с платформами находится остановка автобусов, идущих в разные садоводства. В посёлке Кирилловское есть озеро: Малое Кирилловское.